# Martin C. Putna
Martin C. Putna (* 30. května 1968, Písek) je český literární historik a kritik, překladatel, zpěvák, moderátor a pedagog Fakulty humanitních studií Univerzity Karlovy.

## Vzdělání a akademická činnost
Po absolvování gymnázia v Písku (1986) vystudoval na Filozofické fakultě Univerzity Karlovy v Praze obor klasické filologie (1986–1991), který od počátku studoval v kombinaci s rusistikou. Paralelně se v letech 1987–1989 zúčastňoval bytových filozofických seminářů. Absolvoval studijní pobyt na Ludwig-Maxmilians-Universität v Mnichově (1991–1992). Působil jako pedagog na Filozofické fakultě Univerzity Karlovy: V letech 1992–1997 vyučoval na Ústavu východoevropských studií starší ruskou literaturu, v letech 1997–2006 pak působil v Centru komparatistiky. Poté přešel na Fakultu humanitních studií Univerzity Karlovy (2006). Doktorát získal roku 1995, docenturu roku 1998 za monografii Česká katolická literatura v evropském kontextu 1848–1918. Profesorem v oboru sociální a kulturní antropologie byl jmenován roku 2013.
Teologického vzdělání dosáhl na Teologické fakultě v Českých Budějovicích (1998–2000). Jako osobnosti, které ho ovlivnily, jmenoval v rozhovoru s Martinem Bedřichem roku 2013 Daniela Kroupu, Tomáše Halíka, Zdeňka Neubauera, od 90. let Aleše Rolečka, dále rusistku Miluši Zadražilovou, filoložku Evu Stehlíkovou, bohemistu Jiřího Brabce.
Byl zastupujícím profesorem na univerzitě v Řezně (2004/2005) a stipendistou Fulbrightova badatelského programu na Boston College v USA (2007/2008). Externě přednášel rovněž na FAMU a na Vyšší odborné škole publicistiky.

## Jméno
Přinejmenším od počátku své publikační činnosti (nejstarší publikace v katalogu Národní knihovny je z roku 1993) se uvádí téměř vždy jako Martin C. Putna, tedy se zkratkou „C.“ za křestním jménem (tato zkratka je obsažena i v adrese osobního webu mcputna.cz a v twitterové přezdívce mcputna). Tato zkratka je vysvětlována jen zřídka. 
Sborník BOX pro slovo-obraz-zvuk-pohyb-život údajně publikoval v roce 1993 pod plným jménem Martin Cyril Putna článek „O sfinze Marii“.
V autoritním záznamu Národní knihovny ČR je uvedena odkazovací forma „Putna, Martin Cyril“, tato podoba se objevuje i v řadě dalších knihovnických záznamů, citací a referencí, aniž by byl zřetelný původ této interpretace. Jako Martin Cyril Putna je občas zmiňován i ve zpravodajství či publicistice, například Český rozhlas Plus jej tak uvedl v dubnu 2024 na webu v perexu pořadu, pod kterým je Putna uveden jako autor.
V březnu 2022 jako host Lucie Výborné na Radiožurnálu uvedl, že to „C“ je Cassandra, řecká věštkyně, která vždycky měla pravdu a nikdo jí nevěřil. Jako „Vaše Cassandra“ se Putna podepsal například pod tweetem z 26. 11. 2022, vyčitajícím Západu důvěru k Rusku, 8. prosince 2022 o sobě uvedl „Cassandra se uvnitř probouzí“ v souvislosti s chmurnými tušeními způsobenými pozorováním prezidentské kampaně. Nebyly však dohledány zdroje, že by tuto zkratku takto vykládal nebo se identifikoval s Cassandrou před rokem 2022. 

## Mediální a společenské angažmá
Od roku 1987 se účastnil opozičních kulturních a náboženských aktivit. Ještě v období normalizace, o Velikonocích 1987, byl v Týnském chrámu pokřtěn Jiřím Reinsbergem. Na podzim 1989 byl jednou z hlavních postav sametové revoluce na Filozofické fakultě Univerzity Karlovy a rovněž jedním z iniciátorů založení České křesťanské akademie (původní název Křesťanská akademie Praha) a revue pro křesťanství a kulturu Souvislosti. Byl redaktorem Souvislostí v letech 1990–1997, z toho 1992 výkonným zástupcem šéfredaktora a poté neoficiálním vedoucím redaktorem. Roku 1997 se stáhl z výkonné redakce, zůstal členem redakční rady a jedním z kmenových autorů Souvislostí. Pracoval jako kulturní redaktor Katolického týdeníku (1990–1991).
Jako autor a moderátor kulturních a náboženských pořadů spolupracuje s Českým rozhlasem (zejména moderování pořadu Setkávání, 1997–2007, a cyklus Putnův jihočeský literární místopis, 2007) a s Českou televizí (zejména moderování kritického klubu Síto, 2002–2003, a vzdělávací cyklus Duchovní kuchyně 2007). Komentáři, recenzemi a glosami přispívá do řady českých periodik (Literární noviny, Lidové noviny, Respekt, Reflex, Mladá fronta DNES, Týden, Hospodářské noviny aj.). Na kulturní straně Lidových novin měl v letech 2011–2015 pravidelný sloupek Stará veteš. Po úmrtí Ludvíka Vaculíka byl roku 2015 pozván, aby převzal jeho místo v rubrice Poslední slovo. S Lidovými novinami ukončil spolupráci na konci září 2018 poté, co deník otiskl údajně vládou podstrčený text podporující pozici předsedy vlády a nepřímého vlastníka vydavatelského domu MAFRA Andreje Babiše. Začátkem října pak Putna ohlásil, že bude spolupracovat s Novým deníkem.
V letech 2008–2011 byl ředitelem Knihovny Václava Havla, poté se na jeho návrh funkce ujal Martin Palouš.
Na základě knihy Obrazy z kulturních dějin evropské religiozity natočila Česká televize dokument Ukrajino, nezlob se, kterým Putna provází a jenž byl premiérově uveden 31. ledna 2017.
Během prezidentské kampaně v lednu 2013 i bezprostředně po volbě prezidenta silně kritizoval Miloše Zemana, zejména za jeho proruské aktivity. Označoval ho za nedůvěryhodnou osobu. O několik měsíců později, v květnu 2013 Miloš Zeman oznámil, že Putnu odmítá jmenovat profesorem. Jmenoval ho až v reakci na silné společenské protesty, dekret profesora sociální a kulturní antropologie však odmítl předat a doručil jej Putnovi prostřednictvím ministra školství Petra Fialy. Stalo se tak 25. června 2013.
V kontextu protestů proti Zemanovi na podzim 2014, zejména v souvislosti s výročím 17. listopadu, Putna veřejně vyzýval politiky k odvolání prezidenta. 30. ledna 2015 pak přinesl Zemanovi na Hrad svou knihu Obrazy z kulturních dějin ruské religiozity s odůvodněním, aby se Zeman při svém komentování rusko-ukrajinského konfliktu lépe poučil o ruské a ukrajinské historii.

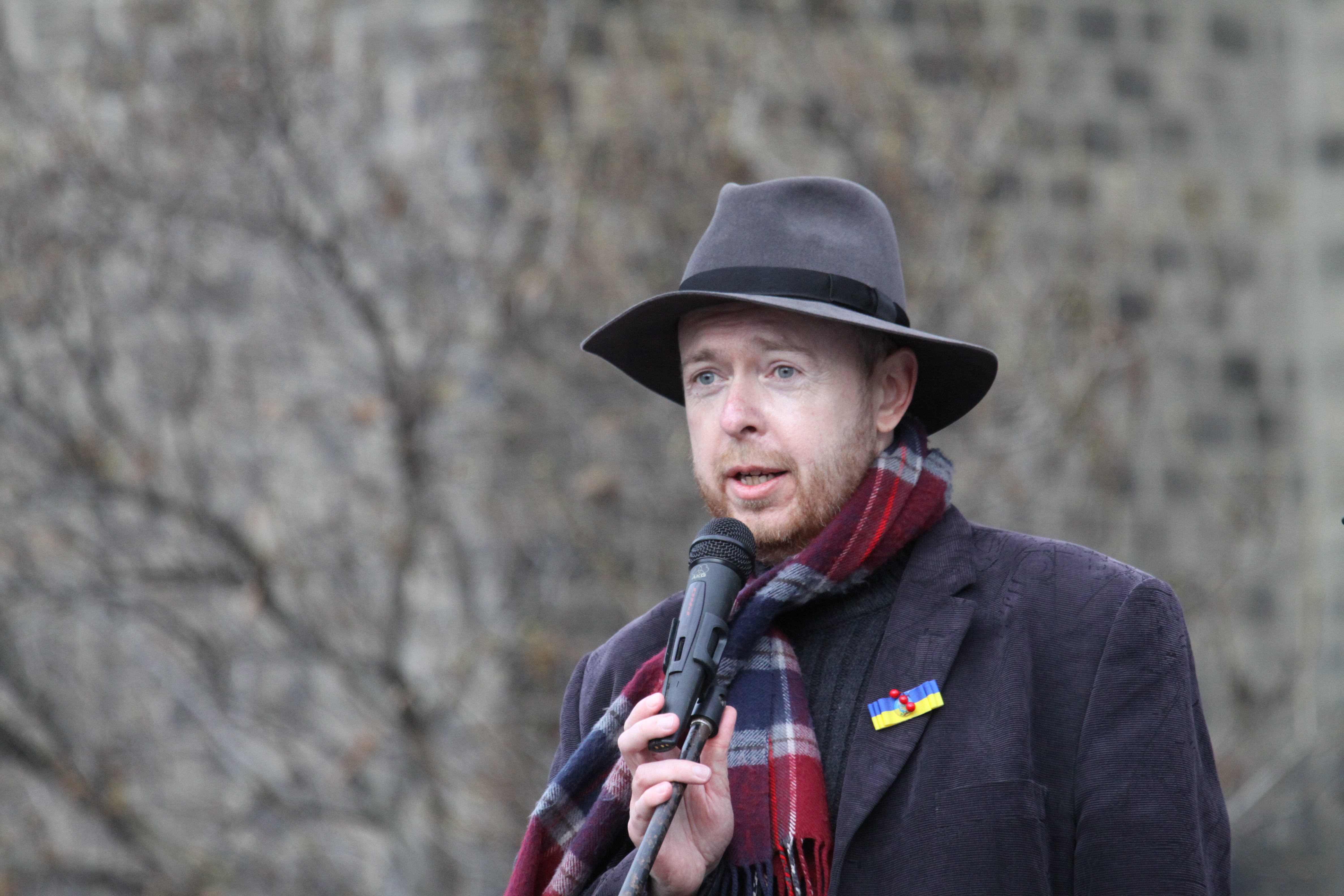
Putna při demonstraci „Tahle Země patří všem – Refugees Welcome“ 17. listopadu 2015

V průběhu roku 2015 se Putna účastnil kampaní na podporu Ukrajiny či proti pravicovému extremismu.

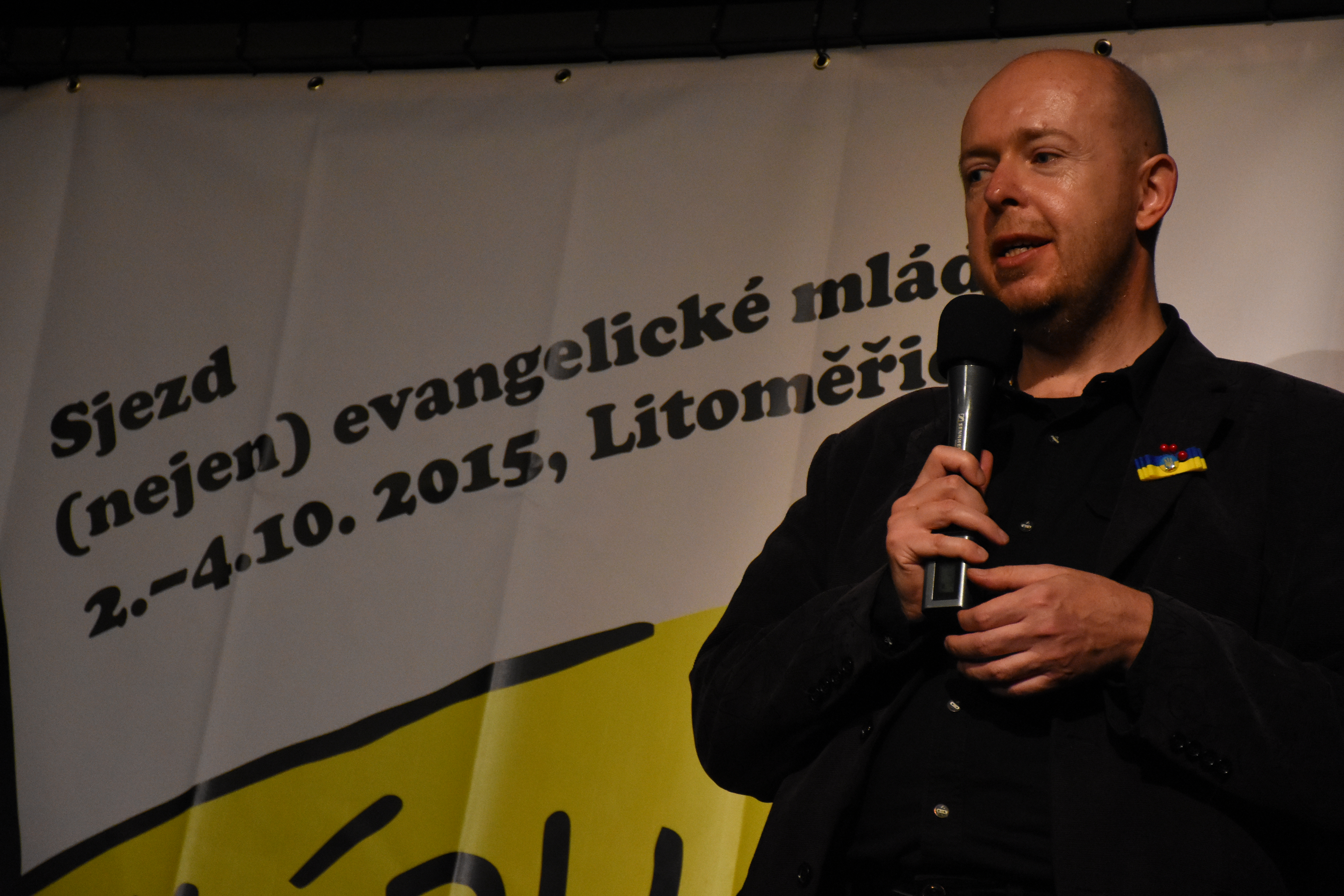
Putna přednáší na Sjezdu nejen evangelické mládeže 2015

Putna v literárních textech i v rámci veřejných vystoupení a společenských protestů pracuje s prvky provokace a mystifikace. Například v roce 2003 v pořadu Síto České televize připravil a živě sehrál mystifikační debatu o dětském pořadu Teletubbies. Nejúspěšnější z těchto provokací se odehrála roku 2011. Byla reakcí na mocenský vzestup krajní pravice, konkrétně Ladislava Bátory, předsedy Akce D.O.S.T. Putna „přivítal“ tento vzestup transparentem „Katolické buzny zdraví Bátoru“ na Prague Pride. Roku 2015 ironicky komentoval politické postoje politologa Petra Robejška, které někteří kritici označili za proruské, tím, že k pozvánce na jeho přednášku připsal poznámku „Ruský šváb“.

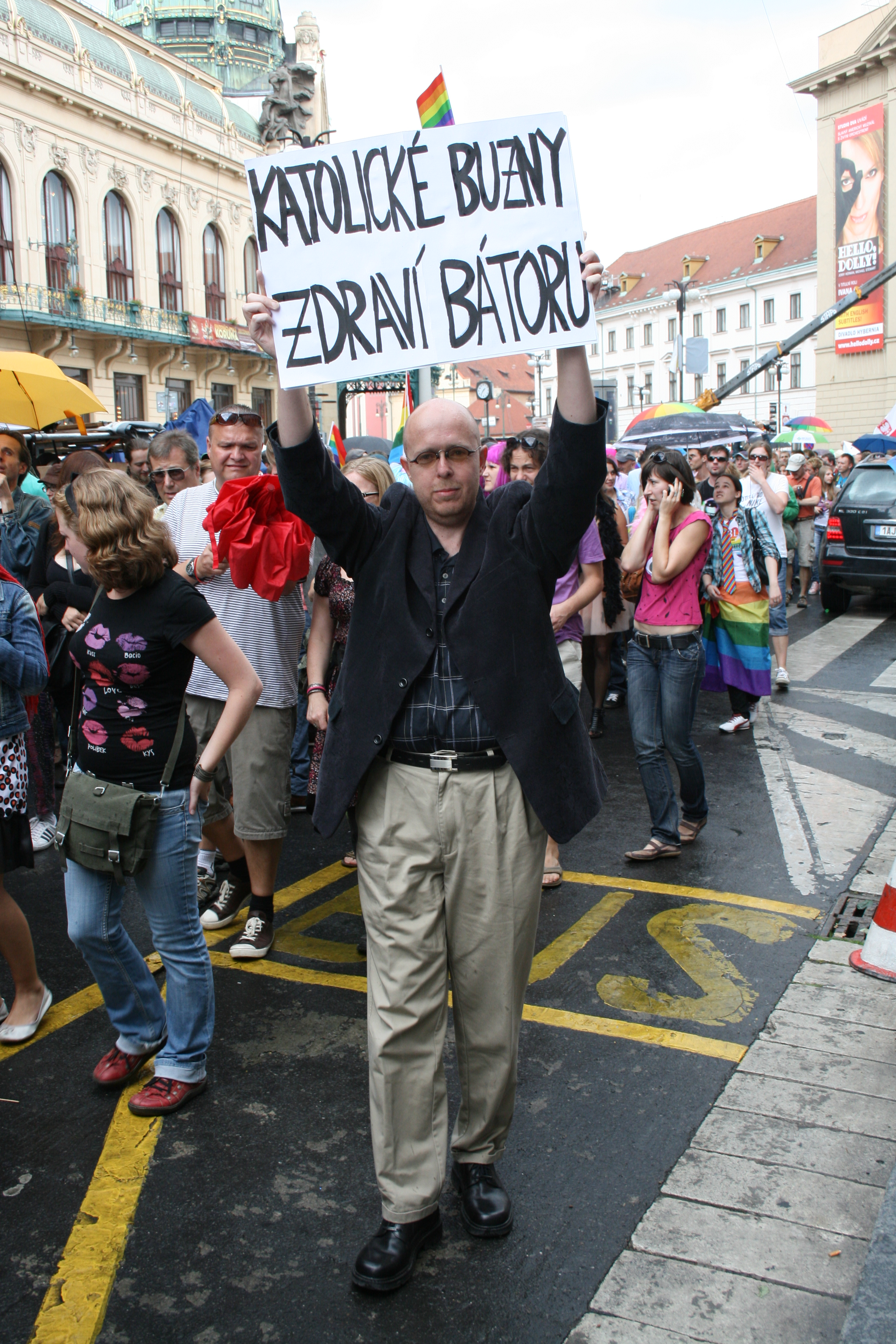
Martin C. Putna na Prague Pride 2011

V roce 2016 si zahrál sám sebe v seriálu Kancelář Blaník.
Od roku 2017 má na Český rozhlas Vltava spolu s Ninou Rutovou pořad Duchovní Evropa.
Příležitostně je zván ke kázání v kostele u Martina ve zdi a v dalších sborech Českobratrské církve evangelické. V roce 2017 vstoupil do Českobratrské církve evangelické. Od roku 2019 je jejím výpomocným kazatelem.
V květnu 2025 se označil za sionistu a kritizoval protesty na podporu Palestiny a proti válce v Pásmu Gazy jako módní „palestinismus“ mezi západní levicovou mládeží.

## Dílo
Hlavním předmětem Putnova vědeckého díla je literatura v souvislosti s kulturními a duchovními dějinami – v českém, evropském i světovém kontextu.

### Česká katolická literatura
V monografii Česká katolická literatura v evropském kontextu 1848–1918 (1998) Putna definoval katolickou literaturu na základě literární sociologie – jako písemnictví specifického „katolického milieu“, které vzniká jako reakce na sekularizaci společnosti. Tento proces probíhá ve většině evropských zemí v závislosti na postupu jejich sekularizace – v českých zemích tedy od poloviny 19. století. V další fázi vývoje se pak jednotlivá literární uskupení a osobnosti (Katolická moderna, Stará Říše) pokoušejí vyjít z „katolického ghetta“ a vřadit se do kánonu soudobé národní literatury.
Na tuto práci navazuje monografický portrét klíčového katolického autora první poloviny 20. století Jaroslav Durych (2003), rozsáhlá komentovaná edice časopiseckých a rukopisných textů Karla VI. Schwarzenberga Torzo díla (2007) a řada časopiseckých studií. Meziválečné a válečné období je souhrnně zpracováno ve svazku Česká katolická literatura v kontextech 1918–1945 (2010). Trilogii uzavírá svazek Česká katolická literatura v kontextech 1945–1989 (2017).
Putna koncipoval a od roku 2014 řídí vydávání Sebraných spisů Jakuba Demla v nakladatelství Academia.

### Kulturní dějiny českého a slovenského protestantismu
Putna zkoumal dějiny českého a slovenského protestantismu v různých obdobích: v době pobělohorského exilu (edice exulantského kancionálu), v době národního obrození nebo za první republiky. Obraz barokní mentality v české duchovní písni katolické i protestantské je předmětem knihy a CD Písně pro Ježíše (2014).

### Kulturní dějiny střední Evropy
Putna v díle Obrazy z kulturních dějin střední Evropy zkoumá mnohovrstevnatevné a vzájemně propojené (ale také pro různé země zcela unikátní) charaktery jednotlivých historických zemí bývalého Rakouska-Uherska. Svérázné popisy a konstrukty vytváří i zvláštní formu geografického cestopisu.
Věnuje se příčinám idealizace díla Babička od Boženy Němcové, češství dělí na „státní“ a „selské“ a Moravu pak na část východní, kde „dominuje zpěv“ (zmiňuje duchovní centra – Velehrad, Hostýn…) a západní, kde „dominují slova“ (zmiňuje okolí císařské silnice z Prahy resp. Jihlavy do Vídně, které je působištěm mnoha spisovatelů). Slezsko barokní uvádí v souvislosti s osobnostmi Jiřím Třanovským a Angelem Silesiem. Do kontrastu pak Putna dostává slezské šlechtické rody (Lichnovští, Sedlničtí…) a „lidový odpor“ proti nim, který se objevuje v díle Slezské písně Petra Bezruče.
V rámci rakouských zemí se věnuje hraničářství, vzpouře proti biedermeieru v díle Otto Weiningera Pohlaví a charakter i „poklidného“ křesťanského osvícenství v díle Adalberta Stiftera Pozdní léto. Ukazuje vliv Jože Plečnika a katolicismu na rozvoj slovinské státnosti i paradoxnost jeho těsného kontaktu s T. G. Masarykem. V rámci Přímoří sleduje národnostní pestrost na slovinsko-italském pomezí.
Země bývalých Uher popisuje dle jejich specifik, např. dnešní Maďarsko a jeho výraznou šlechtickou minulost nebo Chorvatsko a „zámeckou kulturu“. Slovensko a jeho národní obrození dle Putny souvisí výrazně s evangelickými vzdělanci (Jiří Třanovský, Jan Kollár, Ľudovít Štúr).
Ucelený a souvislý popis věnuje velmi pestrému etnickému (Maďaři, Sikulové, Sasové, Rumuni) a náboženskému dědictví již většinově etnicky rumunského Sedmihradska. O zemi píše jako o kolébce náboženské tolerance v rámci Evropy a připomíná méně známý Edikt z Tordy. Zabývá se také unikátními dějinami stále živé komunity zdejších unitářů a také úspěšným snahám rumunských vzdělanců se v 18. stol. kulturně přiblížit západní Evropě v rámci tzv. unie s Římem, kterou vznikla zdejší řeckokatolická církev zachovávající sice pravoslavný ritus, ale uznávající jako svoji nejvyšší autoritu římského papeže. Obě komunity podle něj byly ve své době velmi progresivní ve smyslu osvojování si moderních myšlenkových konceptů západní Evropy.
V rámci Haliče a Bukoviny Putna připomíná charakter jejich „pomeznosti“. Podle něj právě kultura Haliče pomohla ukrajinskému národnímu sebeuvědomění (opět výrazně díky kulturnímu významu řeckokatolické církve). Město Lvov dělí na „čtyři příběhy“; polský, rusínský, židovský a arménský. Charakter Bukoviny je dle Putny napůl ukrajinský (Černovice a její kulturní rozkvět za Rakouské monarchie), napůl rumunský a nad to také výrazně židovský. Existence a význam tamních středověkých klášterů (Putna, Voronet, Humor; založení moldavským knížetem Štěpánem Velikým, pohřebiště moldavských knížat) je velmi důležitý pro moldavskou a tedy také rumunskou státnost. V rámci rozmanité Bosny a Hercegoviny kniha popisuje etnika Bogomilů, Sefardských Židů a různé podoby bosenského islámu (mystický, orientalistický, rakouský…).
Roku 2022 vyšla třetí „modlitební knížka“, a to Modlitby českožidovské.

### Václav Havel
V době vedení Knihovny Václava Havla Putna zkoumal, které české i zahraniční osobnosti a proudy ovlivnily myšlenkovou tvorbu Václava Havla, a připravil k vydání neznámé písemné prameny z prostředí Havlovy rodiny (Vácslav Havel: Kniha života, Ivan M. Havel a kol.: Dopisy od Olgy.) Za klíčovou pokládá americkou a českou tradici osvícenského deismu, unitářství a alternativní religiozity, která ovlivnila už Václava M. Havla a Vácslava Havla. Kniha Václav Havel. Duchovní portrét v rámu české kultury 20. století (2011) byla oceněna Cenou Toma Stopparda a umístila se v anketě Kniha roku Lidových novin.

### Jihočeská literatura
V rozhlasovém cyklu Putnův jihočeský literární místopis a v řadě studií se věnoval regionálním literárním tradicím jižních Čech. Spisovatele, spojené s jižními Čechami, řadil k několika hlavním liniím jihočeské kulturní paměti (husitství a náboženské blouznivectví, idealizace Rožmberků, regionalistická idyla 20. století).

### Homosexualita v kontextech
Putna, otevřeně deklarující svou příslušnost ke gay komunitě, se homosexualitou zabývá hned v několika svých dílech. V roce 2011 byla vydána kolektivní monografie Homosexualita v dějinách české kultury, jež je dílem českých či v Čechách žijících badatelů různých humanitních oborů, kteří se sešli právě pod vedením Putny. Ten je zároveň autorem výrazné části textů. Kniha se zabývá výskyty homosexuality či homoerotiky v českých dílech literatury, výtvarného umění, divadla a filmu a jejich pozicí v širším kontextu euroamerické kultury.
Homosexualitě, tentokrát v souvislosti s křesťanstvím, se pak Putna věnuje také v monografii z roku 2012, Křesťanství a homosexualita: Pokusy o integraci. V knize představuje oba tábory, křesťanskou a gay komunitu, jejich nejortodoxnější i nejumírněnější představitele vzhledem ke vztahu k táboru druhému, mapuje vývoj jejich vzájemného koexistence, přičemž srovnává postoje, argumenty a bojové strategie jednotlivých táborů a upozorňuje na určité podobné tendence – gay komunitu přijímající určité církevní prvky, a sice zakládací mýty, mučedníky, symboly, sídla atd. Putna vzhledem k své příslušnosti k oběma komunitám naléhá na možnost integrace a rozebírá a hodnotí navrhovaná řešení různých aktivistů i teoretiků.

### Antika
Putna se zabývá především obdobím pozdní antiky s důrazem na vztah sekulární a náboženské kultury: Monografie Órigenés z Alexandrie. Kapitola z dějin vztahů mezi antikou a křesťanstvím (2001), edice komentovaných překladů pozdně antických textů Poslední Římané (od 2000, zatím vyšlo pět svazků: Órigenés – O Písni písní, Macrobius – Saturnálie, Sulpicius Severus – Život svatého Martina, r. 2010 Hieronymus, Gennadius a Isidorus – Dějiny křesťanského písemnictví, r. 2012 Prudentius – Kniha hodinek) a řada časopiseckých studií o autorech tohoto období (Nonnos z Panopole, Methodios z Olympu, svatý Jeroným aj.). „Pro studenty všech věků“ vytvořil on-line učebnici antické a biblické literatury Homér 21.

### Druhý život antiky
Ohlasům antické kultury je věnována monografie Řecké nebe nad námi a antický košík. Studie ke druhému životu antiky v evropské kultuře (2006). Ústředním motivem knihy je reflexe cesty do Itálie a Řecka, skutečné nebo imaginární, u vybraných autorů 18. až 20. století (J. J. Winckelmann, J. W. Goethe, Friedrich Hölderlin, P. P. Pasolini, Jiří Kuběna, Marguerite Yourcenarová a další) a svár „křesťanské“ a „pohanské“ obraznosti v jejich dílech. S touto knihou souvisí rovněž komentovaná edice překladu Goethova životopisu J. J. Winckelmanna (2005). Různé způsoby recepce antiky Putna zkoumal i u českých katolických autorů (články v časopise Listy filologické o antice v dílech Jiřího Kuběny, Vladimíra Vokolka, Josefa Kostohryze a Ivana Jelínka).

### Ruské a slovanské kulturní dějiny
Prvním Putnovým odborným tématem byla literatura ruského exilu 20. století. Z jeho studia vznikla monografie Rusko mimo Rusko (1993–1994, spoluautorkou druhého dílu Miluše Zadražilová), antologie ruské emigrační poezie U řek babylonských (1996, spoluautorkou edice Miluše Zadražilová) a řada časopiseckých studií a překladů (Boris Poplavskij, Jurij Těrapiano, Sergej Bulgakov, Alexandr Solženicyn aj.). Poté se obrátil k tématu panslavismu v českých duchovních dějinách. Tak vznikla kniha Překlad a výklad Slávy dcery z panslavistického mýtu do kulturní historie (2014).
Roku 2015 vydal knihu Obrazy z kulturních dějin ruské religiozity (2015), která nahlíží ruské dějiny postkoloniálním způsobem s důrazem na mnohost různých „Rusí“ během těchto dějin, na střetání proevropských a protievropských proudů v ruských dějinách a na svébytnost Ukrajiny. Kniha vzbudila v době ruského útoku na Ukrajinu široký ohlas, v anketě Lidových novin Kniha roku obsadila 5.-6. místo a zvítězila v anketě Katolického týdeníku Dobrá kniha 2015. Roku 2017 vyšla v maďarském překladu. V roce 2017 obdržel Putna za slavistickou a rusistickou práci Cenu Rudolfa Medka.

### Americká religiozita
V rámci svého stipendijního pobytu v USA sepsal knihu o kulturních dějinách religiozity v americké společnosti. V souvislostech popisuje pestrou paletu církví a náboženských společností, souvislosti jejich vzniku i kontextuální proměny jejich kulturního a duchovního směřování.

### Eseje a další žánry
Vedle akademických textů se Putna věnuje rovněž literární esejistice a dalším pomezním žánrům. Kniha My poslední křesťané. Hněvivé eseje a vlídné kritiky (1994, rozšířené vydání 1999) vyhraněně posuzuje a hodnotí duchovní a kulturní tendence počátku devadesátých let, zejména téma postmoderny a křesťanské reakce na ni v literatuře i v náboženském životě. Kniha Chvály (2001) používá ke komentáři společenského dění žánru pozdně antické „chvály“ – vážně míněné oslavy věcí cenných a zapomínaných, nebo naopak ironicky hyperbolizované oslavy věcí dobově přeceňovaných, bez skutečné hodnoty. Jediná Putnova próza Kniha Kraft (1996) kombinuje žánry deníku a románu k reflexi společenského a duchovního dění v letech kolem sametové revoluce.

### Hudba
Martin C. Putna se od 80. let věnoval zpěvu (tenor). Specializuje se na renesanční a raně barokní hudbu, zejména ve spolupráci se souborem Musica Fresca.
Vydal celkem tři sólová CD: O smrti i vesele. Písně barokní a postbarokní (Malvern 2013) a Písně pro Ježíše (Malvern 2014). Na obou CD spolu s ním zpívá David Cizner a doprovází je Musica Fresca. Obě CD obsahují i literárně historickou studii o nazpívaných písňových textech. Třetí album Písně absurdní (2016) ukazuje různé podoby humoru v českých písňových textech (Mastičkář, Jan Jeník z Bratřic, Kryptadia), pěveckou partnerkou zde Putnovi byla altistka Květa Ciznerová.

### Ocenění
Jeho kniha Obrazy z kulturních dějin Střední Evropy byla roku 2019 nominována na cenu Magnesia Litera v kategorii naučné literatury. A kniha Obrazy z kulturních dějin ruské religiozity byla na portálu Českého literárního centra zařazena do přehledu Vrcholy české non-fiction 2007–2017 .

### Ostatní
- RYSOVÁ, Hana, PUTNA, Martin C. Svatá země. Dvě tisíciletí křesťanského putování: kameny a příběhy. Dokořán 2009. (texty k fotografiím Hany Rysové)[85]
- PUTNA, Martin C. – BARTOŠ, Štěpán – ROLEČEK, Aleš. Hluboká. Kulturní dějiny jednoho skrytého místa. Malvern 2012, 168 S. ISBN 978-80-87580-32-5.[86]
- PUTNA, Martin C., BEDŘICH, Martin. Vždycky v menšině. Rozhovor s Martinem Bedřichem. Portál, 2013.